# Esame organolettico
L'esame organolettico è un tipo di analisi che si basa sul modo in cui viene percepita dagli organi di senso, ossia attraverso l'odore, il sapore, il colore, la consistenza.
Si può utilizzare il termine "esame organolettico" ogni qualvolta si voglia effettuare una valutazione sensoriale di un alimento liquido o solido: esso consiste nel valutare e giudicare l'alimento o la bevanda sottoposta ad esame e nel dare ad essa-esso un voto e un giudizio in base ai parametri gustativi scaturiti durante l'esame stesso.
Di solito il riferimento è prevalentemente utilizzato nel mondo dell'enogastronomia e dall'enologia quando si fa riferimento alla degustazione degli alimenti e delle bevande in generale.
L'esame organolettico di un alimento può essere svolto anche da soli, ma quasi sempre si preferisce avere un panel composto da vari esperti in modo da avere un quadro più completo ed esaustivo delle caratteristiche dell'alimento preso in esame.
L'esame organolettico degli oli vergini ed extravergini di oliva viene effettuato da un panel composto da un minimo di 8 assaggiatori, questi identificano pregi e difetti organolettici dell'olio, esprimendo un voto su di esso.
Gli assaggiatori sono allenati e coordinati da un capo-panel (panel-leader), soggetto preparato a tale finalità.

## Fasi dell'esame
L'esame organolettico si compone di 3 fasi:
- Valutazione visiva: è caratterizzata dall'osservazione del prodotto in esame, se ne valuta quindi il colore, e le sfumature che esso assume con la luce, l'effetto cromatico e l'eventuale piacevolezza negli accostamenti di colore.
- Valutazione olfattiva: prevede la valutazione dei profumi emanati dalla bevanda o dall'alimento, siano essi profumi primari (che si percepiscono immediatamente) o profumi secondari (che solitamente si percepiscono in un secondo tempo).
- Valutazione gustativa: in cui si valutano la piacevolezza, la compattezza, la sapidità, la dolcezza o l'acidità e l'insieme dei vari gusti e sensazioni che una bevanda o un alimento sviluppano all'interno del palato. Si conclude con una valutazione legata alla persistenza aromatica che il prodotto ha lasciato in bocca una volta ingerito.

## Scheda di valutazione
Durante l'esame organolettico l'assaggiatore che fa parte della commissione è tenuto solitamente alla compilazione di una scheda di valutazione. In questa scheda sono elencati i descrittori sensoriali di interesse per la valutazione dell'alimento, ai quali è associata una scala di valutazione. L'assaggiatore utilizza questa scala per quantificare i descrittori e creare quindi un profilo sensoriale o organolettico dell'alimento.